# علم مينيسوتا

علم ولاية مينيسوتا

علم ولاية مينيسوتامابين عامي 1957 - 1983

أعتمد علم ولاية مينيسوتا في يوم 2 آب - أغسطس من عام 1983 .

## معرض صور